# Diribitorium
Le Diribitorium est une construction publique située sur le Champ de Mars à Rome.

## Localisation
Il se situe sur la bordure méridionale des Saepta Iulia.

## Fonction
L'édifice est utilisé pour le décompte des voix après les élections qui se sont tenues dans les Saepta Iulia voisines. Ce sont les diribitores, qui ont distribué les tabella aux votants, ensuite chargés de comptabiliser le nombre de voix, assistés des custodes.

## Histoire

### Antiquité
La construction est initiée par Marcus Vipsanius Agrippa mais l'édifice est achevé par Auguste en 7 av. J.-C. Caligula fait installer des bancs dans le diribitorium afin de s'en servir comme théâtre lorsqu'il fait trop chaud à l'extérieur. C'est depuis le toit de cet édifice que Claude observe le grand incendie qui ravage le quartier Aemiliana (???) sur le Champ de Mars sous son règne,.
Selon Dion Cassius, le diribitorium fait partie des constructions détruites par l'incendie de Rome de 80 ap. J.-C. ; il est reconstruit sous Titus, mais laissé à ciel ouvert, les architectes romains de cette époque étant incapables, selon l'historien, de reconstituer le toit. Comme il paraît peu probable qu'un tel édifice ait pu rester sans toit pendant plus d'un siècle, il semble qu'il ait été reconstruit sous une forme ne nécessitant plus d'être couverte, une sorte de grand hall à ciel ouvert.

### Fouilles archéologiques
Les vestiges du mur sud de l'édifice sont mis au jour en 1884 sous le Corso Vittorio Emmanuele. Ceux du mur nord ont été identifiés aux ruines découvertes sous l'église Santissime Stimmate di San Francesco.

## Description
Le bâtiment suit un plan au sol rectangulaire, connu grâce aux fragments de la Forma Urbis, dont les côtés longs sont parallèles et quasiment de même longueur que les côtés courts des Saepta Iulia, le diribitorium s'étendant un peu plus loin à l'est. Les côtés courts mesurent environ 43 mètres de long. L'entrée principale se situe sur le côté ouest.
Le toit du diribitorium reste le plus large de Rome jusqu'en 230. Il était supporté par des poutres de mélèze de 27 mètres de long et de 45 centimètres d'épaisseur. Une de ces poutres fut exposée dans une galerie des Saepta Iulia.

« De notre temps, il y eut dans les portiques des Septa (lieu où le peuple votait) une poutre qui fut aussi laissée par M. Agrippa comme objet de curiosité : elle n'avait pu entrer dans la construction du diribitorium (lieu où l'on payait les soldats) ; de vingt pieds plus courte que la précédente [cents pieds], elle avait un pied et demi de grosseur. »

— Pline l'Ancien, Histoire naturelle, XVI, 201